# J/80
Il J/80 è una barca a vela da regata, la cui classe è riconosciuta dalla International Sailing Federation.